# ノストラダムス滅亡録〜遺伝子の新世紀
『ノストラダムス滅亡録〜遺伝子の新世紀』（ノストラダムスめつぼうろく〜いでんしのしんせいき）は1999年に製作されたオリジナルビデオ。

## 概要
地球外生命体と人類の極秘プロジェクトを描いたＳＦホラー作品。上映時間は88分。ビスタサイズ。

## ストーリー
1999年人類はノストラダムスの予言通り終末の時を迎えていた。遺伝子工学者の森谷(中丸忠雄)は人類の種を残すために自分の孫に遺伝子操作を実施した。その実験には15年前に接近遭遇した地球外生命体が関係していた。

## キャスト
- 小松みゆき
- 水橋研二
- 中丸忠雄
- 崎山裕一

## スタッフ
- 製作- 土川勉、松下順一
- 企画- 武内健、加藤東司、相原英雄
- プロデューサー- 清水俊、尾西要一郎
- 監督- 光石富士朗
- 助監督- 西保典
- 脚本- 山本優
- 撮影- 菊池亘
- 照明- 近守里夫
- 録音- 大庭崇
- 美術- 大庭勇人
- 音楽- 遠藤浩二
- 特殊メイク- ピエール須田
- 制作- プラネットエンターテイメント
- 製作- 大映、アートポート